# Turkmančajski mirovni sporazum
Turkmančajski mirovni sporazum (perzijsko احدنامه تركمانčای, latinizirano: Ahdnāme-ye Torkmânčây, rusko Туркманчайский договор, latinizirano: Turkmančajskij dogovor) je bil sporazum med Kadžarskim Iranom in Ruskim carstvom, s katerim se je zaključila rusko-perzijska vojna 1826–1828. Sporazum je bil drugi v nizu sporazumov med omenjenima državama, ki je prisilil Iran, da popustil ali priznal rusko oblast na ozemljih, ki so bila prej del Velikega Irana.
Prvi v nizu sporazumov je bil  Gulistanski mirovni sporazum iz leta 1813, zadnji pa Ahalski mirovni sporazum iz leta 1881. 
Sporazum je bil podpisan 21. februarja 1828 (5. ša'ban 1243) v Turkmančaju, vasi med Tabrizom in Teheranom. S sporazumom je Iran prepustil Rusiji več območij na južnem Kavkazu: Erevanski kanat, Nahčevanski kanat in preostanek Tališkega kanata. Meja med Rusijo in Perzijo je bila postavljena na reki Aras. Na tem ozemlju so zdaj Armenija, jug Azerbajdžanske republike, Nahčevan in provinca Iğdır, ki je zdaj del Turčije. 
Sporazum sta za Iran  podpisala prestolonaslednik Abas Mirza in Alah-Jar Kan Asaf al-Daula, kancler šaha Fath Alija, za Rusijo pa general Ivan Fjodorovič Paskevič. Podobno kot Gulistanski sporazum iz leta 1813 je bil tudi ta sporazum Iranu vsiljen po ruski vojaški zmagi. Paskevič je Irancem zagrozil, da bo v petih dneh zasedel Teheran, če sporazum ne bo podpisan. 
Po podpisu tega in Gulistanskega sporazuma je Rusija dokončala osvajanje kavkaških ozemelj Kadžarskega Irana.  Severno od reke Aras je Iran do okupacije Rusije v 19. stoletju posedoval ozemlja sedanje Gruzije, Azerbajdžana, Armenije in Severnokavkaške republike Dagestan.
Nekdanja iranska ozemlja so bila pod rusko  in kasneje sovjetsko oblastjo približno 180 let. Dagestan je še danes konstitutivna republika v Ruski federaciji. Po razpadu Sovjetske zveze leta 1991 so se osamosvojile tri ločene države, ki obsegajo večino ozemlja, pridobljenega z Gulistanskim in Turkmajčajskim sporazumom:  Gruzija, Azerbajdžan in Armenija.

## Določbe
Sporazum je med drugimi vseboval tudi naslednje določbe:
- 4. člen: Iran mora Rusiji odstopiti Erevanski kanat (večji del današnje osrednje Armenije), Nahčevanski kanat (večji del današnje Nahčevanske avtonomne republike Azerbajdžan), Tališki kanat (jugovzhodni Azerbajdžan) ter regiji Ordubad in Mughan (zdaj del Azerbajdžana) in potrditi koncesije, dane Rusiji v Gulistanskim sporazumom.
- 6. člen: Iran se obvezuje Rusiji plačati 10 korurjev v zlatu ali 20 milijonov srebrnih rubljev (v valuti iz leta 1828).
- 7. člen: Rusija se obvezuje, da bo po smrti šaha Fath Alija podprla Abasa Mirzo kot prestolonasledniku Irana. Klavzula je postala sporna, ker je Abas Mirza umrl pred šahom Fath Alijem.
- 8. člen: Iranske ladje nimajo več pravice svobodne plovbe po Kaspijskem jezeru in ob obalah, ki so bile podeljene Rusiji.
- Iran mora ruskim podanikom v Iranu priznala kapitulacijske pravice.
- 10. člen: Rusija dobi pravico pošiljati konzularne odposlance kamor koli v Iranu.
- 10. člen: obe strani sprejmeta trgovinske sporazume s podrobnimi pogoji.
- 13. člen: obe strani si izmenjata vojne ujetnike.

- Iran se mora uradno opravičiti za kršitev svojih obveznosti iz Gulistanskega  sporazuma.
- 15. člen: Šah Fath Ali Šah se obvezuje, da ne bo obtožil ali preganjal nobenega prebivalca ali uradnika v Iranskem  Azerbajdžanu za kakršno koli dejanje, izvršeno med vojno ali med začasno oblastjo ruske vojske. Vsi prebivalci omenjenega okrožja dobijo pravico, da se lahko v enem letu preselijo iz perzijskih okrožij v ruska okrožja.
- 15. člen je predvideval preselitev Armencev iz Iranskega Azerbajdžana na Kavkaz. Vključeval je tudi popolno osvoboditev Armencev, ki jih je Iran ujel od leta 1795 do 1804.[12] Priseljenci iz Irana naj bi nadomestili 20.000 Armencev, ki so se med letoma 1795 in 1827  preselili v Gruzijo.[13]

## Vira
- H. Pir Nia, Abbas Eghbal Ashtiani, B. Agheli. History of Persia. Tehran, 2002. p. 673–686. ISBN 964-6895-16-6
- Fisher, William Bayne; Avery, P.; Hambly, G. R. G; Melville, C. (1991). The Cambridge History of Iran. Zv. 7. Cambridge: Cambridge University Press. ISBN 0521200954.